# Canthon mutabilis
Canthon mutabilis är en skalbaggsart som beskrevs av Lucas 1857. Canthon mutabilis ingår i släktet Canthon och familjen bladhorningar. Inga underarter finns listade.